# Arsenalkirche

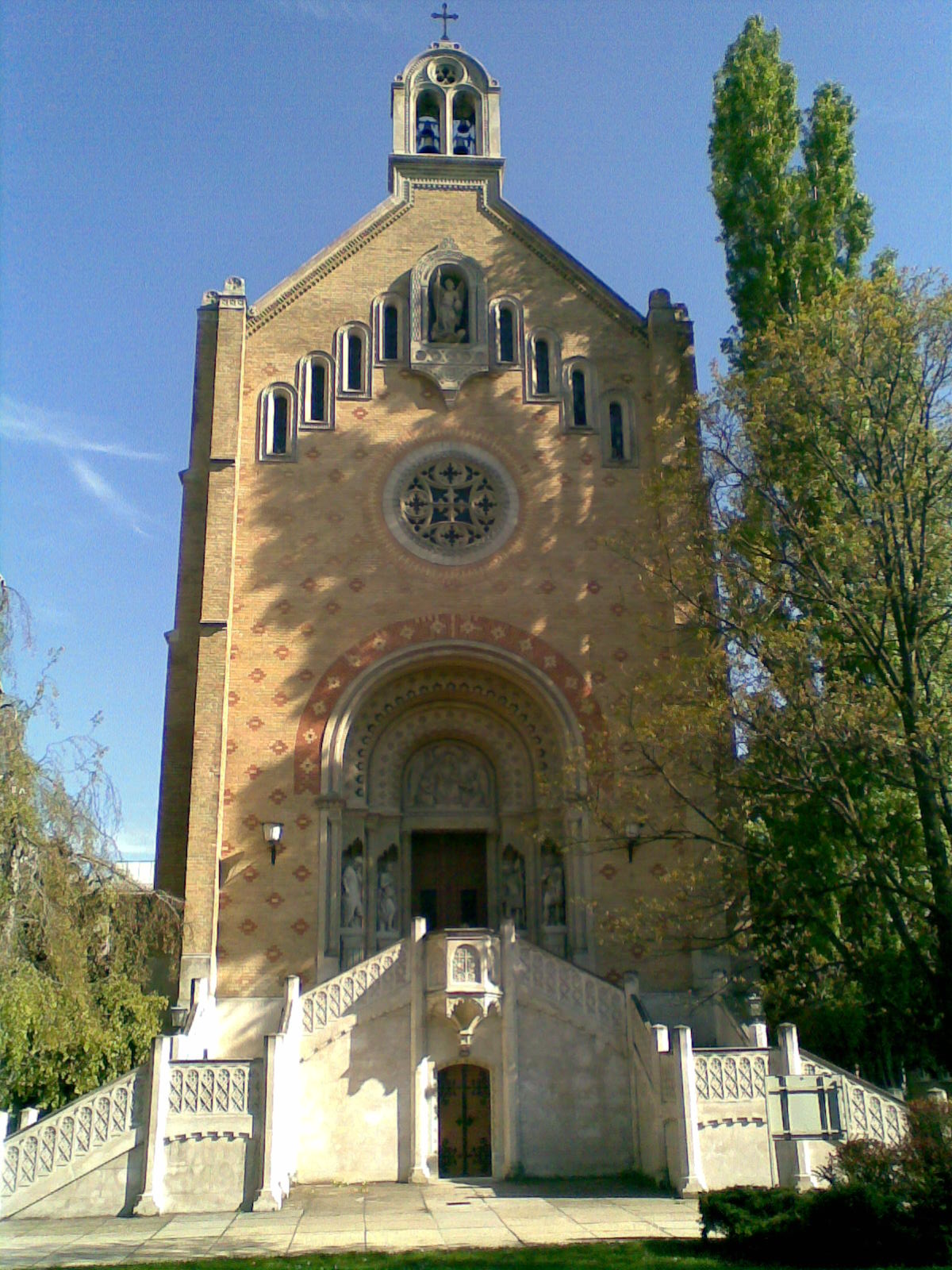
Gebäude der früheren Arsenalkirche Maria vom Siege

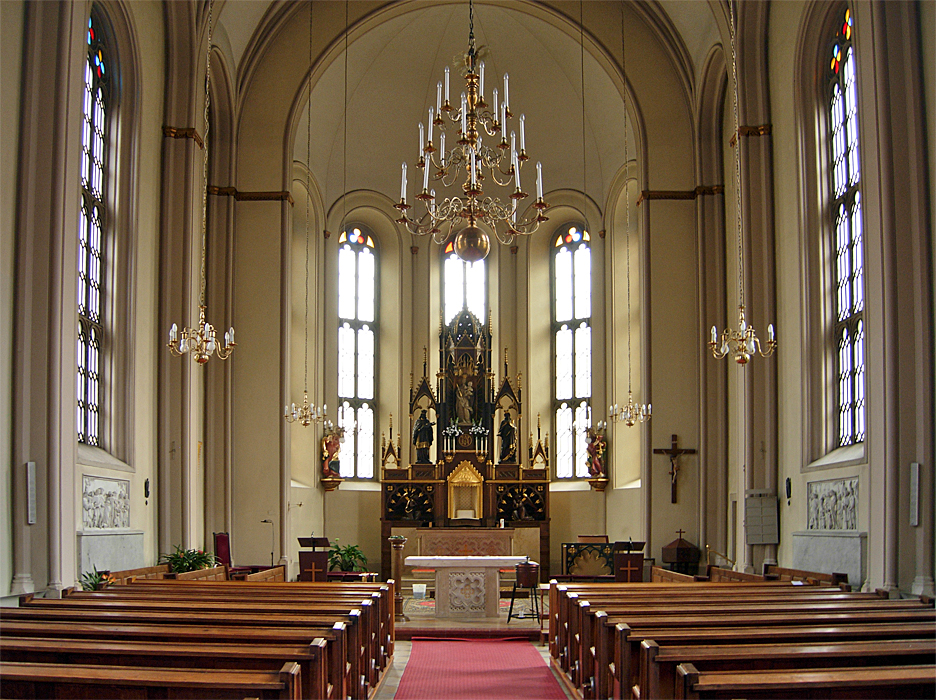
Innenansicht

Die Arsenalkirche war eine römisch-katholische Filialkirche im 3. Wiener Gemeindebezirk Landstraße im Wiener Arsenal. Die ehemalige Filialkirche Maria vom Siege gehörte zuletzt zur Pfarre Maria-Drei-Kirchen im Stadtdekanat 3 im Vikariat Wien Stadt der Erzdiözese Wien. Die Kirche steht unter Denkmalschutz. Die Kirche wurde mit Wirkung vom 31. Dezember 2022 profaniert und ist somit kein römisch-katholisches Gotteshaus mehr.

## Geschichte

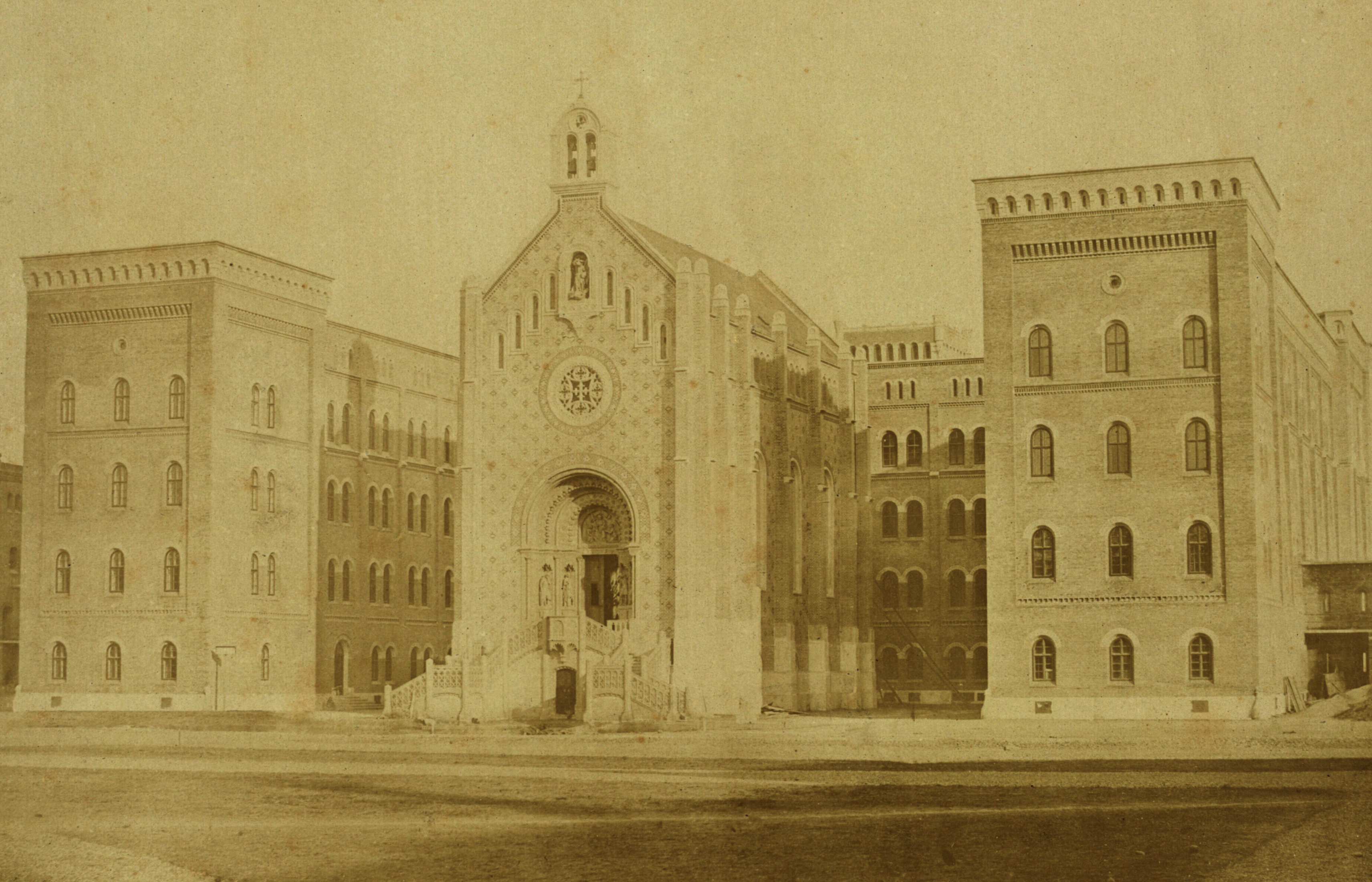
Die Arsenalkirche kurz nach ihrer Fertigstellung um 1856. Das umgebende Gebäude existiert nicht mehr.

Von 1853 bis 1856 wurde im Zuge der Errichtung des Arsenals die Kapelle Maria vom Siege nach Plänen des Architekten Carl Rösner errichtet und am 8. Mai 1856 geweiht. Sie sollte vor allem Heereskapelle für die im Arsenal stationierten Artillerieregimenter sein und die Unterkirche war als bevorzugte Begräbnisstätte für verdiente Offiziere vorgesehen.
Nach schweren Schäden im Zweiten Weltkrieg wurde die Kapelle unter dem Architekten Julius Lichtner wiederhergestellt.
Mit 1. März 1955 wurde durch Kardinal Theodor Innitzer eine Pfarrexpositur mit eigenem Pfarrkirchenrat und Matrikenführung errichtet und mit 1. Jänner 1983 wurde die Pfarrexpositur zur kirchenrechtlich autonomen Pfarre durch Kardinal Franz König erhoben. Ab September 2014 wurde die Pfarre von der Pfarre Rennweg-Mariä Geburt seelsorglich betreut.
Die Pfarre Arsenal wurde am 1. Oktober 2017 aufgehoben und Teil der Pfarre Maria-Drei-Kirchen. Die Kirche Maria vom Siege war seither eine Filialkirche der Pfarre Maria-Drei-Kirchen und die Kirche der Teilgemeinde Maria vom Siege-Arsenal. Der Erzbischof von Wien profanierte die Kirche mit Wirkung vom 31. Dezember 2022. Die Teilgemeinde musste die Kirche aufgeben; es finden keine Gottesdienste mehr statt. Die weitere Nutzung des denkmalgeschützten Gebäudes ist ungewiss.
Die Kirche steht auf dem Grundstück der Wohnbauten im Arsenal westlich der Lilienthalgasse (Objekt 10). Als Eigentümer ist im Grundbuch eine private GmbH eingetragen.

## Architektur

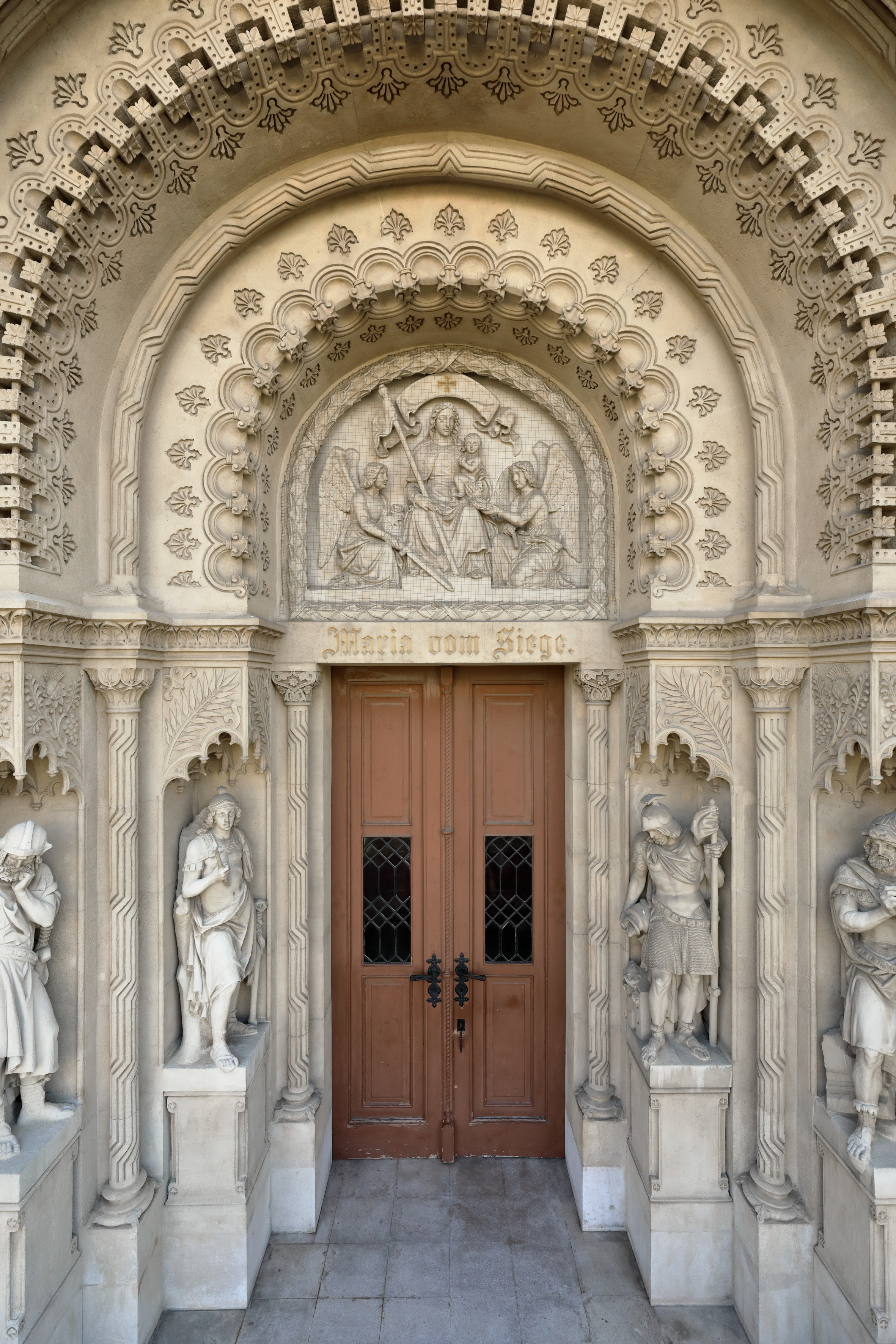
Hauptportal

Die Architektur des Sichtziegelbaus mit einer Ober- und Unterkirche hat die Palastkapelle Sainte-Chapelle in Paris zum Vorbild. Die Hauptgiebelfassade mit einem krönenden Glockentürmchen, einer Freitreppenanlage und einem Rundbogenportal zeigt ein Maßwerkfenster unter einer Zwerggalerie. In der Portallaibung befinden sich die Statuen von Gideon, Sebastian, Josua und Florian, im Tympanon die Figur Maria vom Siege aus der Bildhauerwerkstatt Franz Högler und in der hervorgehobenen Mittelnische der Zwerggalerie die Figur des hl. Michael von Bildhauer Franz Högler. Die Seitenfassaden sind durch abgetreppte Strebepfeiler und Rundbogenfenster gegliedert, die Chorwand zeigt eine Blendfenstergalerie.
Der fünfjochige Saalraum unter einem Kreuzrippengewölbe ist im ersten Joch mit einer Holzempore ausgestattet. Im eingezogenen Chor mit 5/8-Schluss befinden sich ein neugotischer Hochaltar nach einem Entwurf von Carl Rösner, die Figuren Barbara und Johannes Nepomuk des Bildhauers Franz Melnitzky sowie eine Figur der Maria mit Kind (um 1620) aus dem alten kaiserlichen Zeughaus in der Renngasse. Seitlich sind Marmorreliefs mit den Themen Aussöhnung der hl. Elisabeth mit ihrem Schwager und Abschied der hl. Elisabeth von ihrem Mann vom Bildhauer Thomas Greinwald aus dem Jahre 1864 angebracht.
Eine zweijochige Krypta mit Kreuzgratgewölben war in den Plänen als Grabstätte für bedeutende Militärpersonen der k.u.k. Armee vorgesehen.